# LRK Torneå
LRK Torneå, Länsi-Rajan Konkarit, är en bandyklubb i Torneå i Finland. LRK har bandyverksamhet i junioråldersklasser där klubben också har vunnit flera finländska mästerskap. Bland annat bandyspelarna Pasi Hiekkanen, Marko Miinala och Vesa Vuokila, som har spelat i finska A-landslaget, har fostrats av LRK Torneå.